# 班斯卡-比斯特里察區

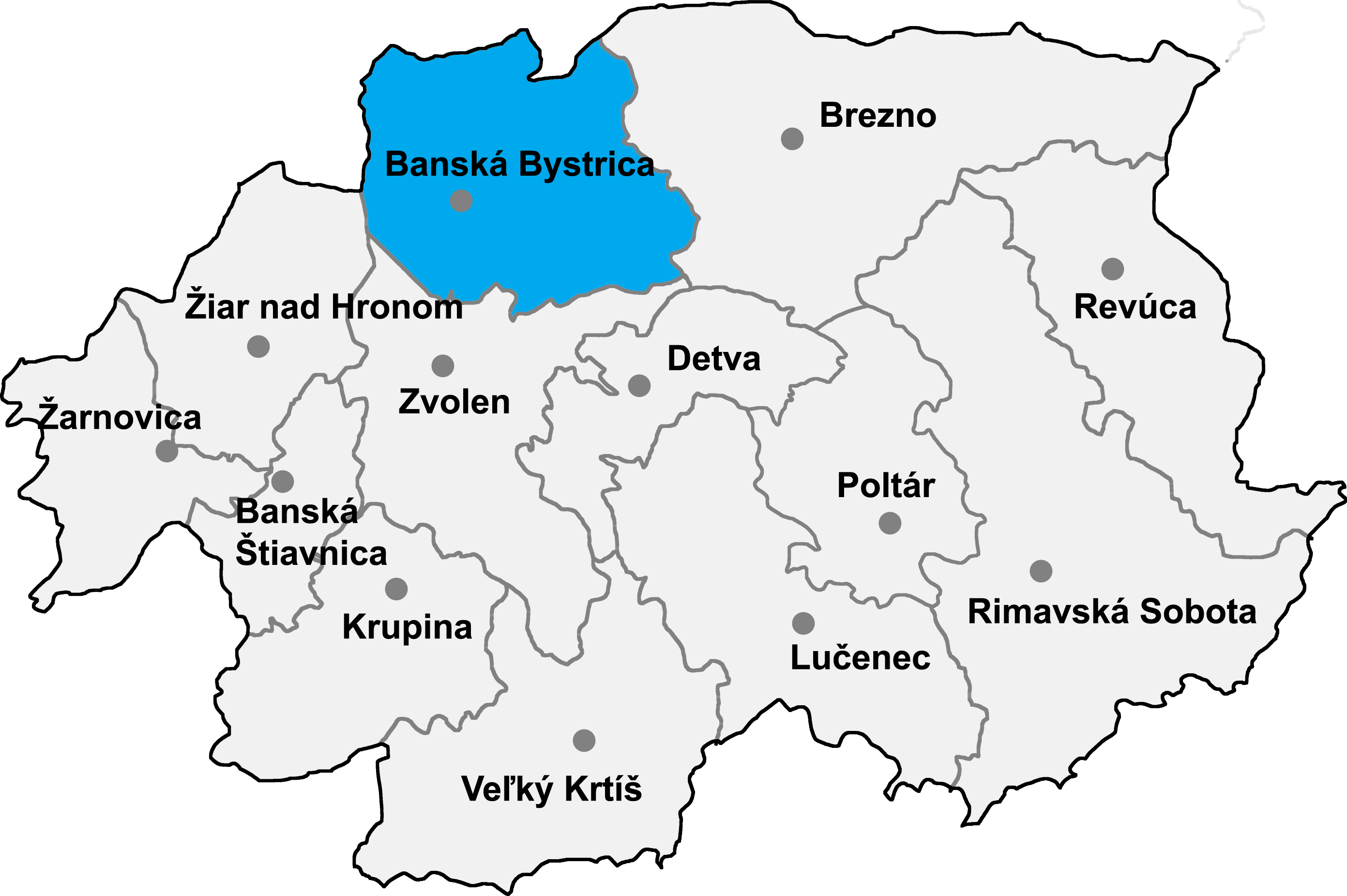

48°44′N 19°09′E / 48.733°N 19.150°E
班斯卡-比斯特里察區，是斯洛伐克的一個區，位於該國中部，由班斯卡-比斯特里察州負責管轄，面積809平方公里，2003年該區人口111,946，人口密度每平方公里140人。